# Körbelitz
Körbelitz là một đô thị thuộc huyện Jerichower Land, bang Sachsen-Anhalt, Đức. Đô thị Körbelitz có diện tích 17 km², dân số thời điểm ngày 31 tháng 12 năm 2006 là 481 người.